# Храна са ниским садржајем масти
Храна са ниским садржајем масти  дефинише се као производ за исхрану са ниским садржајем масти у коме на сваких 100 калорија има 3 грама масти или мање. То значи да 30% или мање калорија долази из масти.
Храна као што су маргарин, мајонез и неки преливи за салату која већину својих калорија добијају из масти морају имати половину или мање од половине масти у односу на редовну верзију хране да би се назвали „лаком“. Ова храна не мора да испуни ограничење од 30% за број калорија из масти да би се сматрала маломасном.

## Основне информације
Масноћа, попут угљених хидрата и протеина, је макронутријент потребан телу за изградњу ћелијских мембрана, стварање нервног ткива и хормона и помоћ при апсорпцији хранљивих материја растворљивих у мастима, укључујући витамине А и Д. Наша тела користе масти као енергију а сав унети вишак складиште за будућу употребу. Ова ускладиштена маст делује као изолатор и помаже у омекшавању виталних органа, костију и других ткива, штитећи их од оштећења.
Познато је да храна са високим садржајем масти погоршава многе гастроинтестиналне поремећаје. Осим очигледних предности за срце и губитак тежине, исхрана са ниским садржајем масти такође ће значајно користити пробавном систему.
Човеково тело складишти додатне калорије у облику масти, чак и ако потичу из хране без масти, без транс масти и са мало масти. У том смислу не би требало заменити храну богату мастима висококалоричном храном, попут слаткиша, јер ће се наше тело вероватно угојити уместо да смрша.
Да би изгубили тежину, наше тело мора сагорети више калорија унетих преобимном исхраном. То се може донекле смањити вежбањем и уносом мање масти и калорија.
Иако једење превише масти може бити нездраво, постоје и одређене врсте масти које морамо да добијемо нашом исхраном јер су неопходне за наше здравље.
Унос хране са ниским садржајем масти може да утиче на смањење ниво шећера у крви,  јер спада у дијету са ниским садржајем угљених хидрата (који као примарни извор енергије, могу довести до повећања нивоа глукозе у крви).

### Колико масти треба уносити храном?
Стручњаци препоручују да већина одраслих добије 20% -35% дневних калорија из масти. То је око 44 до 77 грама масти дневно ако се храном унесе 2.000 калорија дневно.

## Врсте хране са малим садржајем масти

### Млечни производи и производи слични млечним производима
- Немасни (1%) или безмасни (обрани) јогурт, свежи сир или млеко
- Лагани крем сир или крем сир без масти
- Амерички сир без масти или друге врсте сирева без масти

### Риба, месо, живина и други протеини
- Беланце из јајета или замене за јаја
- Ракови, бела риба, шкампи и лагана туњевина (упаковане у воду)
- Пилећа и ћурећа прса (без коже), или млевена ћурећа прса
- Немасни комади или екстра немасна млевена говедина, коју би требало пржите, пећи или кувати без додавања масти.
- Пасуљ, грашак и сочиво  кувани (или конзервирани) без додавања масти или масног меса (зрна или житарице у свакодневном уносу хране обезбеђују комплетан унос протеина)
- Вегански бургери,  од црвеног пасуља, зеленог сочива, црног лука, белог брашна, воде и мало биљног уља.

### Житарице и тестенине
- Вруће (овсена каша или гриз) и хладне житарице (осим врста граноле)
- Пиринач или резанци (са мало масноће у сосовима који се могу додати). Изаберати верзије од целог зрна као што је смеђи пиринач
- Багети од целог зрна, пита хлеб или енглески мафини
- Крекери и хлебови са ниским садржајем масти
- Меке тортиље - кукурузне или пшеничне

### Воће и поврће
- Воће, укључујући свеже, смрзнуто или конзервирано (у сопственом соку)
- Поврће, укључујући свеже, смрзнуто или конзервисано (изабрати сорте са нижим садржајем натријума)

### Орашасти производи и семенке
- Кикирики путер са ниским садржајем масти

- Семе сусама, сунцокрета, бундеве

- Бадеми, индијски орах, лешници, кикирики, пекан, пистаћ

- Ораси,

- Пињоли

Иако неки орашасти плодови имају већи садржај масти од других, они су такође добар извор протеина и влакана и треба их јести умерено у режиму исхране са мало масти.

### Остала храна
- Чорбе типа супе на бази поврћа или воћа
- Сосови, пудинги или шејкови направљени од обраног млека
- Салса
- Сенф

У храну која даје половину масти (или 
мање) од обичне верзије хране (јер већина њених калорија и даље долази из масти), спадају:
- Лагани маргарин и мајонез
- Преливи за салату са смањеним уносом калорија или без масти
- Нелепљиви спреј за кување

Зато ову храну треба користити у малим количинама у дијети са ниским садржајем масти.

## Колико масти треба да једемо?
Смернице Уједињеног Краљевства препоручују да наш укупан унос масти не би требало да прелази 35% наших укупних дневних енергетских (калоричних) потреба, док је максимум за засићене масти 11%. За просечну, умерено активну, одраслу жену ово је једнако 70 грама укупне масти и 20 грама засићених масти. Влада Уједињеног Краљевства такође препоручује да од укупно унетих масти не би требало да буде више од 5 грама дневно транс масти.
Смањивањем уноса нездравих засићених и транс масти у нашој исхрани и заменом неких од ових масти са здравијим незасићеним мастима, може се постићи боља равнотежа масти која је повољна за наше срце и опште здравље.

## Означавање садржаја масти у намирницама
Ознаке нутритивне вредности на предњој и задњој страни паковања намирница могу помоћи потрошачу да смањи  унос засићених масти, куповином намирница са ниским садржајем масти. односно "засићених масти" који је овако означен на етикети.
Висок садржај засићених масти - означен је црвеном бојом. Таква намирница садржи више од 5 грама засићених масти на 100 грама производа. 
Средњи садржај засићених масти -  означена је ћилибар бојом. Таква намирница садржи између 1,5 грам  и 5 грама  засићених масти на 100 грама  производа.  
Низак садржај засићених масти -  означена је зеленом бојом  Таква намирница садржи1,5 грам засићених масти или мање на 100 грама производа Може бити означена зеленом бојом.
Ово је пример етикете која показује да је намирница богата засићеним мастима означен црвеном бојом. Избором производе означеног са зеленом или ћилибар бојом користи са намирница са мање засићених масти.
Како постојати велика разлика у садржају засићених масти између сличних производа, при куповини хране треба бирати ону која има мање засићених масти, иако је на први поглед идентична.

## Спољаше везе
|  | Молимо Вас, обратите пажњу на важно упозорење у вези са темама из области медицине (здравља). |